# Lydmikser
 For alternative betydninger, se Mikser.
En miksers primære opgave er at kunne justere flere individuelle audiosignalers volumen og kunne lægge dem sammen til et output linjesignal. Output linjesignalet sendes videre ind i en eller flere effektforstærkere, sendere eller optagere.
Herudover kan en mikser have de samme dele som en forforstærker.

## Mikserens opbygning
Lydmiksere kan som oftest behandle flere forskellige typer signaler. Det er blandt andet linjesignaler (der f.eks. kommer fra alle andre afspillere end en pladespiller), mikrofonsignaler. Nogle modeller har desuden indbygget RIAA-forstærkere (eller andre forforstærkere til pladespillere), så man kan tilslutte en pladespiller direkte.
Mikseren har et antal kanaler, der er det antal lydkilder, der kan være på samtidig. Nyere digitalpulte giver i praksis ubegrænset kanalkapacitet, men mest normalt er pulte med 12, 24 eller 48 indgange.
Indgangene er oftest lavet til enten at kunne håndtere mikrofonsignaler eller linjesignaler – men på nogle miksere kan man skifte mellem funktionerne.
Men signalerne skal også ud igen i mikset form. Der skal vi så over i mastersektionen på mikseren. Her er der mindst 2 udgange (stereopulte, der ses bort fra monomiksere, der næsten ikke produceres længere), 4, 6, 8 eller flere udgange. Hver af udgangene kan forbindes til en flersporsbåndoptager (eller andre apparater, hvis behovet er til det).
Desuden har mikseren som oftest et kommandomodul: Det er et kredsløb, hvor teknikeren/produceren/værten kan kommunikere med hinanden eller med eksterne kilder som eksempelvis reportagevogne, telefoner eller andre studier/kommandocentraler. Kommandomodulet er derfor adskilt fra de udgange, der kan 'gå i luften', blive optaget og så videre. Det er udelukkende til intern kommunikation.
Desuden har mikserne som regel indbygget en mulighed for at indlytte før man fysisk sender indslaget/pladen eller cd'en. Herved kan teknikeren justere lydniveauer, forholdet mellem bas, mellemtone og diskant.
Desuden kan teknikeren ved hjælp af mikseren ændre hvor eksempelvis en mikrofon skal ligge i lydbilledet, eller om lyden skal være i mono eller stereo.
Lydniveauerne aflæses ved hjælp af et instrument på mikserpulten. Der er forskellige typer af de såkaldte metre, men typisk ses eksempelvis VU-metre (Volume Unit), med en skala gående fra -20 dB til 3 dB. Eller BBC-metre med en skala fra 0 til 7 (bemærk – det er ikke en dB-skala. På BBC-skalaen tilnærmes normalt udstyringsniveau 4). På nyere metre er PPM-søjler mere udbredte (Peak Program Meter), da de reagerer hurtigere end de ovennævnte. Det er vigtigt i digital lydproduktion, hvor signalerne ikke må komme over maksimalværdien. Det gjorde til gengæld ikke så meget med spolebånd, der godt kunne klare en kortvarig overstyring.
På nogle mikserpulte er der indbygget mulighed for at tilføje rumklang, ekko og lignende.

## Her bruges mikserne
Mikserpulte bruges til alt fra filmproduktion over radioudsendelser til diskoteker.
Princippet er ens i enhver mikser – men både teknik og praksis er meget forskelligt fra opgave til opgave. Mest fleksibel er nok miksere til radio og tv-brug, der i realiteten kan bruges både til udsendelser og til lettere indspilningsopgaver. Det særlige ved eksempelvis radiomiksere er, at teknikeren ikke blot skal kunne kontrollere lydniveauer m.v., men også kunne kontrollere afspilning m.v. Derfor er blandt andet start- og stopknapper på sådanne pulte.
Til gengæld er miksere til pladeproduktion ofte langt mere snørklede end det man har brug for på en radiostation. Desuden er der ikke de samme kontrolgrupper til eksempelvis cd-afspillere, som en 'rigtig' radiopult har.